# Dierk Heimann

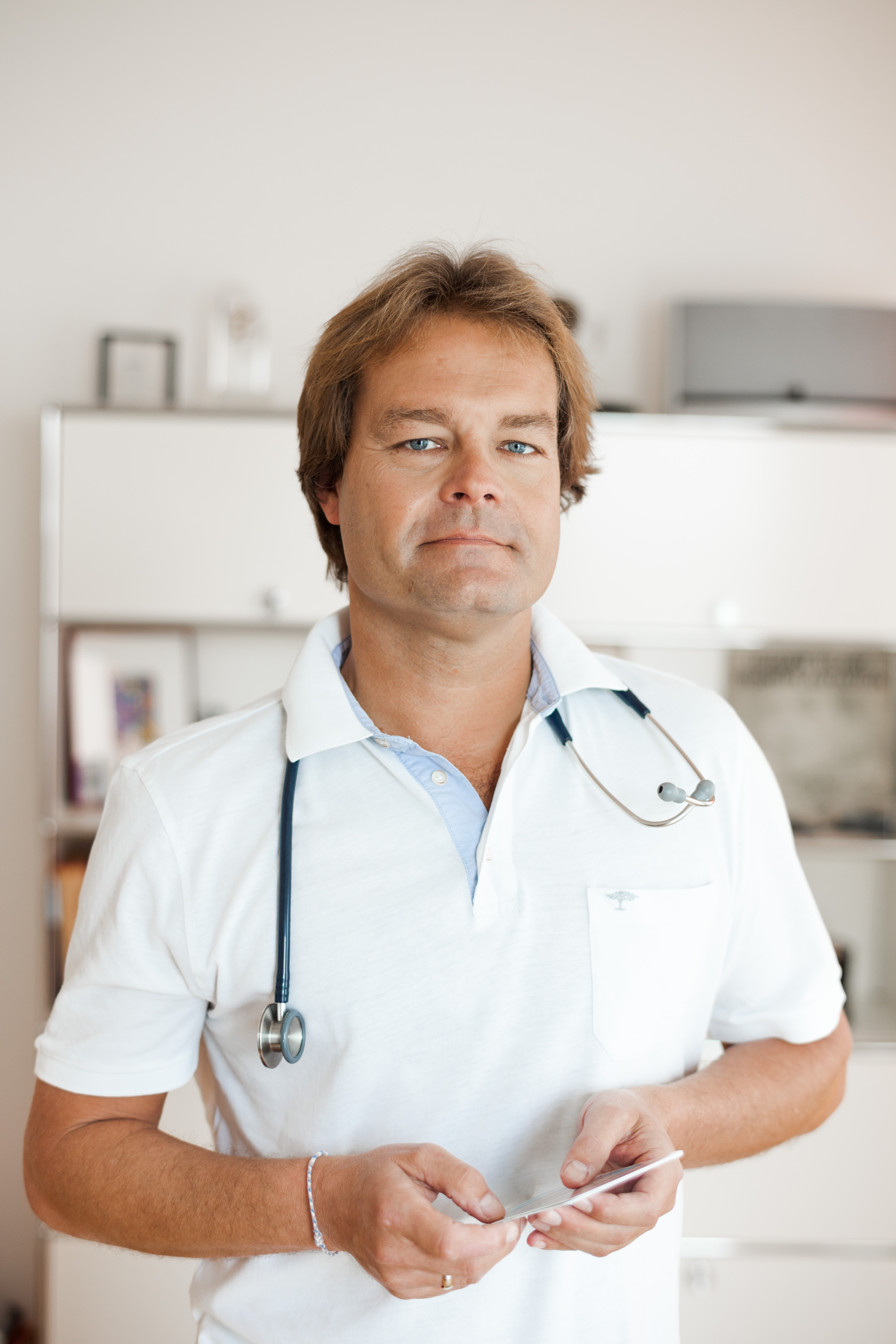
Dierk Heimann, 2017

Dierk Heimann (* 7. Oktober 1968 in Ehringshausen, Hessen) ist ein deutscher Arzt, Buchautor, Unternehmer und Medizinpublizist.

## Leben
Dierk Heimann besuchte in Weilburg an der Lahn Grundschule und Gymnasium und studierte bis 1995 an den Universitäten in Gießen und Tel Aviv (Teile des Praktischen Jahres) Humanmedizin. Im Anschluss arbeitete er als „Arzt im Praktikum“ an der Deutschen Klinik für Diagnostik (DKD) in Wiesbaden. 1998 wurde er an der Johannes-Gutenberg-Universität in Mainz zum Dr. med. promoviert. Danach pausierte er bis 2011 mit seiner ärztlichen Tätigkeit. Weitere Stationen seiner medizinischen Ausbildung waren das Universitätsklinikum des Saarlandes (UKS) bei Hans-Joachim Schäfers und das St. Marienkrankenhaus in Frankfurt am Main bei Ralf Kiesslich.
Bereits während seines Studiums arbeitete er für verschiedene Radiosender, Verlage und das ZDF als Medizinjournalist, Moderator und Buchautor. Seine Arbeiten wurden mit diversen, teils international ausgerichteten Preisen ausgezeichnet.
Heimann ist verheiratet und Vater von drei Kindern.

## Schaffen
Dierk Heimann arbeitete bis 2008 für das ZDF und die ZDF-Gruppe als Geschäftsführender Gesellschafter der von ihm 1995 gegründeten medi cine medienproduktions GmbH. Er war als Moderator seiner Sendung 'fit und gesund' bis Ende 2013 für die ARD (Deutsche Welle) tätig.
Nach seiner Zeit in der ZDF-Gruppe wechselte Heimann - im Zuge eines Management-Buyouts - zunächst als 'Medical Director' und später als 'VP Medical Affairs' in die CompuGroup Medical AG.
2011 nahm Heimann parallel seine ärztliche Tätigkeit wieder auf. Heimann führt heute als Facharzt für Allgemeinmedizin eine eigene Praxis in Mainz. Zudem leitet er ein medizinjournalistisches, zehnköpfiges Team – ebenfalls mit Sitz in Mainz.
Er ist ärztlicher Herausgeber und Host des Wissens-Podcasts DiGAtalk.org.

## Werke
Dierk Heimann ist Autor mehrerer Ratgeber-Bücher. Zudem erscheinen wöchentlich Kolumnen von ihm in Publikumszeitschriften wie der tv14 oder auch der TV Hören und Sehen, die von etwa zehn Millionen Menschen regelmäßig verfolgt werden.
- Backward Masking - Fluch oder Flop? (1990, Gerth Medien)
- BSE: der Tod aus dem Schlachthaus (1996 Falken-Verlag)
- Leben mit Asthma (1997, Falken-Verlag)
- Weg mit dem Fett (1998, vgs)
- Leben mit Heuschnupfen (1999, Falken-Verlag)
- Das 'Weg mit dem Fett'-Rezeptbuch (1999, vgs)
- Jünger leben (2001, medi cine, ZDF-Gruppe)
- Hilfe! Diabetes (2003, medi cine, ZDF-Gruppe)
- Hilfe! Rheuma (2003, vgs)
- Hilfe! Atemnot (2006, medi cine, ZDF-Gruppe)
- Hilfe! Asthma (2006, medi cine, ZDF-Gruppe)[8]
- Wie ein Wunder (2019, bene!, Droemer Knaur-Gruppe, Autobiografie)[9]

## Rezeption
Seine Autobiografie Wie ein Wunder wurde von zahlreichen Medien besprochen, darunter die Frankfurter Allgemeine Zeitung, der SWR und der NDR.